# Per-Ove Ludvigsen
Per-Ove Ludvigsen (Bergen, 20 maggio 1966) è un procuratore sportivo, dirigente sportivo ed ex calciatore norvegese, di ruolo difensore.

## Biografia
È il fratello di Inge Ludvigsen.

## Carriera

### Giocatore

#### Club
Ludvigsen iniziò la carriera con la maglia del Fyllingen. Nel 1990, nella prima edizione del premio Kniksen, fu eletto miglior difensore del campionato. A seguito della retrocessione del club dalla Tippeligaen, al termine del campionato 1993, passò ai rivali cittadini del Brann. Una sua rete nella semifinale di Coppa di Norvegia 1999 permise al Brann di superare il Molde e di qualificarsi per la finale, persa poi contro il Rosenborg. Si ritirò nel 2001.

#### Nazionale
Ludvigsen giocò una partita per la Norvegia: il 6 giugno 1990, infatti, fu titolare nella sconfitta per 2-1 contro la Danimarca.

### Dopo il ritiro
Dopo il ritiro, diventò direttore sportivo del Brann. Fu lui ad acquistare, tra gli altri, Thorstein Helstad, Bengt Sæternes, Paul Scharner, Eirik Bakke, Seyi Olofinjana e Martin Andresen. Il 2 novembre 2006 lasciò l'incarico, ritenendosi responsabile delle stagioni negative al termine del campionato 2005 e 2006. Diventò allora un procuratore sportivo.